# Allen (Kansas)
Allen es una ciudad ubicada en el condado de Lyon en el estado estadounidense de Kansas. En el año 2010 tenía una población de 177 habitantes y una densidad poblacional de 252,86 personas por km².

## Geografía
Allen se encuentra ubicada en las coordenadas 38°39′23″N 96°10′14″O / 38.65639, -96.17056 (38.656472, -96.170511).

## Demografía
Según la Oficina del Censo en 2000 los ingresos medios por hogar en la localidad eran de $32,500 y los ingresos medios por familia eran $39,792. Los hombres tenían unos ingresos medios de $30,000 frente a los $24,500  para las mujeres. La renta per cápita para la localidad era de $15,855. Alrededor del 8.0% de la población estaban por debajo del umbral de pobreza.